# Joan Evans
Joan Evans (eigentlich Joan Eunson; * 18. Juli 1934 in New York; † 21. Oktober 2023 in Henderson, Nevada) war eine US-amerikanische Schauspielerin. Ihre von 1949 bis 1961 andauernde Karriere umfasst über 30 Film- und Fernsehauftritte.

## Leben
Joan Evans wurde 1934 als Joan Eunson in New York City geboren. Ihre Eltern waren die im Film- und Bühnengeschäft tätigen Drehbuchautoren Dale Eunson (1904–2002) und Katherine Albert (1902–1970). Ihre Patentante war die Schauspielerin Joan Crawford, von der sie auch ihren Vornamen erhielt. Evans stand bereits im Alter von acht Jahren in Theaterstücken auf der Bühne.
Mit vierzehn Jahren wurde sie bei einer Talentsuche vom Filmproduzenten Samuel Goldwyn entdeckt. Ihr Filmdebüt gab Evans 1949 im Alter von fünfzehn Jahren in der Hauptrolle als Roseanna McCoy im Filmdrama Entscheidung am Fluß an der Seite von Farley Granger, mit dem sie im Verlauf ihrer Karriere noch in zwei weiteren Filmen mitspielte. Evans war beim Casting zu Roseanna McCoy erst vierzehn, weshalb ihre Eltern sie für zwei Jahre älter ausgaben. Im Folgejahr spielte sie die Rolle der Joan Macauley im Oscar-nominierten Familiendrama Unser eigenes Ich an der Seite von Ann Blyth und Farley Granger. 1951 erhielt Evans ebenfalls durch den Einsatz ihrer Eltern die Hauptrolle in dem Jugenddrama On the Loose, in dem Melvyn Douglas und Lynn Bari ihre Filmeltern spielten. Das Drehbuch zum Film hatten Dale Eunson und Katherine Albert verfasst und auf ihre Tochter zugeschnitten.
1952 äußerte die damals erst siebzehnjährige Evans den Wunsch, den acht Jahre älteren Autoverkäufer Kirby Weatherly zu heiraten. Ihre Eltern waren gegen eine Ehe, da sie Evans noch für zu jung hielten. Sie baten daher ihre Patentante Joan Crawford, Evans und Weatherly in ihr Haus einzuladen und sie in einem Gespräch von der Heirat abzuraten. Diese lud jedoch stattdessen einen Standesbeamten sowie die Presse in ihr Haus ein, wo Evans und Weatherly heirateten. Crawford informierte Evans Eltern später telefonisch über die Hochzeit.
In den folgenden Jahren spielte Evans in mehreren Filmproduktionen mit, darunter auch in einigen Hauptrollen. 1952 war sie als Diana Baxter in der Komödie It Grows on Trees zu sehen. 1953 spielte sie als Marcy Whitlock die weibliche Hauptrolle im Western Kolonne Süd. Ab 1956 war Evans außerdem vermehrt als Gast in verschiedenen Fernsehserien zu sehen. Hierzu gehören Auftritte in den Westernserien Cheyenne, Outlaws und Am Fuß der blauen Berge sowie in der Krimiserie 77 Sunset Strip. 1961 beendete sie schließlich mit nur 27 Jahren ihre Schauspielkarriere. Insgesamt wirkte Evans in ihrer nur zwölf Jahre umfassenden Laufbahn in mehr als 30 Filmen und Fernsehserien mit.
Joan Evans blieb über 70 Jahre zu dessen Tod am Neujahrstag 2023 mit Kirby Weatherly verheiratet. Das Paar bekam zwei gemeinsame Kinder. Evans starb am 21. Oktober 2023 im Alter von 89 Jahren in Henderson, Nevada.

## Filmografie (Auswahl)
- 1949: Entscheidung am Fluß (Roseanna McCoy)
- 1950: Unser eigenes Ich (Our Very Own)
- 1950: Auf des Schicksals Schneide (Edge of Doom)
- 1951: On the Loose
- 1952: Mädels ahoi (Skirts Ahoy!)
- 1952: It Grows on Trees
- 1953: Kolonne Süd (Column South)
- 1954: Brandmal der Rache (The Outcast)
- 1956: The Millionaire (Fernsehserie, eine Folge)
- 1956: Mord in der Sierra Nevada (A Strange Adventure)
- 1958: Cheyenne (Fernsehserie, eine Folge)
- 1958: 77 Sunset Strip (Fernsehserie, eine Folge)
- 1959: Auf der Kugel stand kein Name (No Name on the Bullet)
- 1959: Menschen ohne Nerven (The Flying Fontaines)
- 1959: Zorro (Fernsehserie, 4 Folgen)
- 1960: Im Visier (The Walking Target)
- 1961: Sprung aus den Wolken (Ripcord) (Fernsehserie, eine Folge)
- 1961: Outlaws (Fernsehserie, eine Folge)
- 1961: Am Fuß der blauen Berge (Laramie) (Fernsehserie, eine Folge)